# Inonotus munzii
Inonotus munzii är en svampart som först beskrevs av Lloyd, och fick sitt nu gällande namn av Robert Lee Gilbertson 1969. Inonotus munzii ingår i släktet Inonotus och familjen Hymenochaetaceae.   Inga underarter finns listade i Catalogue of Life.